# Christina Hennings
Christina Hennings (ur. 21 stycznia 1984 w Leer (Ostfriesland)) – niemiecka wioślarka.

## Osiągnięcia
- Mistrzostwa Świata Juniorów – Duisburg 2001 – dwójka bez sternika – 3. miejsce[1].
- Mistrzostwa Świata Juniorów – Troki 2002 – dwójka bez sternika – 4. miejsce[1].
- Mistrzostwa Świata – Gifu 2005 – dwójka bez sternika – 7. miejsce[1].
- Mistrzostwa Świata – Eton 2006 – ósemka – 2. miejsce[1].
- Mistrzostwa Świata – Monachium 2007 – ósemka – 5. miejsce[1].
- Igrzyska Olimpijskie – Pekin 2008 – ósemka – 7. miejsce[1].
- Mistrzostwa Świata – Poznań 2009 – ósemka – 4. miejsce[1].